# Zinkî, Bilohirea
Zinkî (în ucraineană Зіньки) este un sat în comuna Mala Borovîțea din raionul Bilohirea, regiunea Hmelnîțkîi, Ucraina.

## Demografie
Componența lingvistică a localității Zinkî
     Ucraineană (98,53%)
     Rusă (1,47%)
Conform recensământului din 2001, majoritatea populației localității Zinkî era vorbitoare de ucraineană (98,53%), existând în minoritate și vorbitori de rusă (1,47%).